# Gouvernement de Lublin
1837–1917
Entités précédentes :
- Voïvodie de Lublin

Entités suivantes :
- Gouvernement général de Lublin

Le gouvernement de Lublin (en russe : Люблинская губерния, en polonais : Gubernia lubelska) est une division administrative de l’Empire russe, située dans le royaume de Pologne, avec pour chef-lieu la ville de Lublin. Créé en 1837 à partir de la voïvodie de Lublin, le gouvernement exista jusqu’en 1917.

## Histoire et géographie
Le gouvernement de Lublin est situé au Sud-Est de la région de la Vistule. En 1844, il s’agrandit des territoires du gouvernement de Podlachie, supprimé par oukaze impérial. Ces nouveaux territoires sont détachés en 1867 pour former le gouvernement de Siedlce. Le gouvernement de Siedlce est à son tour supprimé en 1912 et le gouvernement de Chełm est créé à sa place. Le gouvernement de Lublin cède alors quelques districts à celui de Chełm et reçoit une partie des districts de Siedlce.
En 1912 le gouvernement est bordé à l’ouest par le gouvernement de Radom, au nord par celui de Łomża, à l’est par ceux de Grodno et Chełm. Au sud-ouest le gouvernement a une frontière avec l’Autriche-Hongrie.

## Subdivisions administratives
Au début du XXe siècle (de 1867 à 1912) le gouvernement de Lublin était divisé en dix ouïezds : Biłgoraj, Hrubieszów, Zamość, Krasnystaw, Lubartów, Lublin, Novaïa Alexandria, Tomaszów, Chełm et Janów.

## Population
En 1897 la population du gouvernement était de 1 160 662 habitants, dont 62,9 % de Polonais, 16,9 % d’Ukrainiens, 13,4 % de Juifs, 4,1 % de Russes et 2,2 % d’Allemands.